# Список найбільших плавальних басейнів
У світі існує багато великих басейнів, кілька з яких є штучними лагунами. Наразі, за версією книги рекордів Гіннеса, найбільша штучна лагуна розташована на території готелю Citystars Sharm El Sheikh у Шарм-еш-Шейху, Єгипет.

## Перелік
До переліку включено тільки укомплектовані штучні басейни площею понад 1500 м2, з вірогідними відомостями про розмір. Глибина та об'єм не враховуються. Список може не бути вичерпним.
| Місце | Назва                               | Країна          | Місто         | Площа     | Відкриття | Вода       | Примітка   |
| ----- | ----------------------------------- | --------------- | ------------- | --------- | --------- | ---------- | ---------- |
| 1     | Citystars Sharm El Sheikh           | Єгипет          | Шарм-еш-Шейх  | 96 800 м2 | 2015      | Морська    | [ 1 ]      |
| 2     | San Alfonso del Mar                 | Чилі            | Альгарробо    | 80 000 м2 | 2006      | Морська    | [ 2 ]      |
| 3     | Mahasamutr                          | Таїланд         | Гуагін        | 72 000 м2 | 2014      | Морська    | [джерело?] |
| 4     | Treasure Bay Bintan                 | Індонезія       | Лагой         | 63 000 м2 | 2015      | Морська    | [ 3 ]      |
| 5     | Ostrava Poruba - Vřesina            | Чехія           | Острава       | 41 200 м2 | 1962      | Прісна     | [ 4 ]      |
| 6     | Piscina Las Brisas De Santo Domingo | Чилі            | Санто-Домінго | 22 000 м2 | 2010      | Морська    | [ 5 ]      |
| 7     | Freibäd Weyermannshaus              | Швейцарія       | Берн          | 16 000 м2 | 1908      | Прісна     | [ 6 ]      |
| 8     | Dreamworld Resort                   | Пакистан        | Карачі        | 8 903 м2  | 2008      | —          | [ 7 ]      |
| 9     | Nakache été                         | Франція         | Тулуза        | 7 500 м2  | —         | —          | [ 8 ]      |
| 10    | Hansen Dam Recreation Center        | США             | Лос-Анджелес  | 6 100 м2  | 1998      | Комунальна | [ 9 ]      |
| 11    | Tooting Bec Lido                    | Велика Британія | Лондон        | 2 800 м2  | 1906      | Прісна     | [ 10 ]     |
| 12    | Neutral Buoyancy Laboratory         | США             | Г'юстон       | 1 914 м2  | 1995      | —          | [ 11 ]     |

## Інші басейни-рекордисти
| Назва                 | Країна   | Місто             | Примітка                                                                                             |
| --------------------- | -------- | ----------------- | --- |
| Marina Bay Sands      | Сінгапур | Сінгапур          | Найвищий та найдовший у світі безмежний басейн на даху (200 метрів заввишки та 150 метрів завдовжки) |
| Hotel Terme Millepini | Італія   | Монтегротто-Терме | Найглибший у світі басейн (42 метри)                                                                 |